# Drosophila shwezayana
Drosophila shwezayana este o specie de muște din genul Drosophila, familia Drosophilidae, descrisă de Masanori Joseph Toda în anul 1986.
Este endemică în Myanmar. Conform Catalogue of Life specia Drosophila shwezayana nu are subspecii cunoscute.